# Tomás Baroni
Tomás Martín Baroni (San Justo, Provincia de Santa Fe, Argentina; 25 de mayo de 1995) es un futbolista argentino. Juega como marcador central y su primer equipo fue Unión de Santa Fe. Actualmente milita en Colón de San Justo del Torneo Regional Amateur.

## Trayectoria
Nacido en San Justo, Tomás Baroni se inició en el club Colón de su ciudad natal, para luego sumarse a las inferiores de Unión de Santa Fe. Allí jugó en 4.ª de AFA, Reserva e incluso fue convocado por el técnico Facundo Sava para realizar la pretemporada con el plantel profesional, aunque no alcanzó a debutar oficialmente.
Luego de quedar libre del Tatengue, decide regresar a Colón de San Justo para disputar la Liga Santafesina de Fútbol, hasta que a finales de 2014 surge la chance de incorporarse a Atlético Rafaela. Gracias a sus buenas actuaciones en Reserva, firmó su primer contrato con la Crema en diciembre de 2015 y es promovido al plantel profesional en junio de 2016. Sin embargo, su debut en Primera División se hizo esperar hasta 2017: el 2 de junio de ese año, Baroni ingresó desde el banco en la victoria como visitante de Atlético Rafaela ante Godoy Cruz de Mendoza por 2-0.
En enero de 2020 pasó a préstamo a Lorca de España, club con el que logró el ascenso a la Segunda División B a mitad de año.

## Clubes
| Club                       | País      | Año       |
| -------------------------- | --------- | --------- |
| Unión de Santa Fe          | Argentina | 2013-2014 |
| Colón de San Justo         | Argentina | 2014      |
| Atlético Rafaela           | Argentina | 2015-2019 |
| Lorca                      | España    | 2020      |
| Atlético Rafaela           | Argentina | 2021      |
| Estudiantes de San Luis    | Argentina | 2021      |
| Colón de San Justo         | Argentina | 2021      |
| Juventud Unida de San Luis | Argentina | 2022      |
| Brown de Puerto Madryn     | Argentina | 2023      |
| Colón de San Justo         | Argentina | 2023-Act. |

### Estadísticas
- Actualizado al 11 de febrero de 2024

| Club                          | Div.                | Temporada           | Liga | Liga | Copa Nacional | Copa Nacional | Copa Internacional | Copa Internacional | Total | Total |
| Club                          | Div.                | Temporada           | PJ   | G    | PJ            | G             | PJ                 | G                  | PJ    | G     |
| ----------------------------- | ------------------- | ------------------- | ---- | ---- | ------------- | ------------- | ------------------ | ------------------ | ----- | ----- |
| Atlético Rafaela Argentina    |                     |                     |      |      |               |               |                    |                    |       |       |
| 1.ª                           | 2016                | 0                   | 0    | 0    | 0             | -             | -                  | 0                  | 0     |       |
| 1.ª                           | 2016/17             | 3                   | 0    | 0    | 0             | -             | -                  | 3                  | 0     |       |
| 2.ª                           | 2017/18             | 4                   | 0    | 0    | 0             | -             | -                  | 4                  | 0     |       |
| 2.ª                           | 2018/19             | 12                  | 0    | 2    | 0             | -             | -                  | 14                 | 0     |       |
| 2.ª                           | 2019/20             | 0                   | 0    | -    | -             | -             | -                  | 0                  | 0     |       |
| 2.ª                           | 2021                | 3                   | 0    | 0    | 0             | -             | -                  | 3                  | 0     |       |
| Total                         | Total               | 22                  | 0    | 2    | 0             | -             | -                  | 24                 | 0     |       |
| Lorca · España                |                     |                     |      |      |               |               |                    |                    |       |       |
| 4.ª                           | 2019/20             | 8                   | 0    | -    | -             | -             | -                  | 8                  | 0     |       |
| 3.ª                           | 2020/21             | 7                   | 0    | 1    | 1             | -             | -                  | 8                  | 1     |       |
| Total                         | Total               | 15                  | 0    | 1    | 1             | -             | -                  | 16                 | 1     |       |
| Estudiantes (SL) Argentina    |                     |                     |      |      |               |               |                    |                    |       |       |
| 3.ª                           | 2021                | 15                  | 2    | -    | -             | -             | -                  | 15                 | 2     |       |
| Total                         | Total               | 15                  | 2    | -    | -             | -             | -                  | 15                 | 2     |       |
| Colón (SJ) Argentina          |                     |                     |      |      |               |               |                    |                    |       |       |
| 4.ª                           | 2021/22             | 6                   | 1    | -    | -             | -             | -                  | 6                  | 1     |       |
| 4.ª                           | 2023/24             | 14                  | 0    | -    | -             | -             | -                  | 14                 | 0     |       |
| Total                         | Total               | 20                  | 1    | -    | -             | -             | -                  | 20                 | 1     |       |
| Juventud Unida (SL) Argentina |                     |                     |      |      |               |               |                    |                    |       |       |
| 3.ª                           | 2022                | 27                  | 0    | -    | -             | -             | -                  | 27                 | 0     |       |
| Total                         | Total               | 27                  | 0    | -    | -             | -             | -                  | 27                 | 0     |       |
| Brown (PM) Argentina          |                     |                     |      |      |               |               |                    |                    |       |       |
| 2.ª                           | 2023                | 4                   | 0    | -    | -             | -             | -                  | 4                  | 0     |       |
| Total                         | Total               | 4                   | 0    | -    | -             | -             | -                  | 4                  | 0     |       |
| Total en su carrera           | Total en su carrera | Total en su carrera | 103  | 3    | 3             | 1             | -                  | -                  | 106   | 4     |

## Palmarés
| Título              | Club  | País   | Año  |
| ------------------- | ----- | ------ | ---- |
| Ascenso a Segunda B | Lorca | España | 2020 |